# Rylen (skib fra 1948)
 Ikke at forveksle med Rylen (bæltbåd).
Rylen er et skib der ejes af Hjejleselskabet. Den sejler på Silkeborgsøerne.

## Historien
Den blev bygget på Aarhus Stålskibsværft og leveret 11. juni 1948.

## Ejes af
- Hjejleselskabet (A/S Hjejlen), Silkeborg, Danmark (10. oktober, 1948 – 1972)
- Hjejlen Aps, Danmark (1972 – 2011 )
- Hjejlen A/S, Danmark (2011 -

## Teknisk information
- Registeringsnummer: FTJ 2344,
- Kontrol nr. P.775
- HK: 130
- Hastighed: 8 knob (Max tilladt på Silkeborgsøerne)
- Værft: Aarhus Stålskibsværft
- Længde: 18.80 m, bredde: 4.05 m, dybde: 1.05 m
- BRT:18.40, NRT:16.30
- Maskineri: 1 stk.6 cyl. Iveco dieselmotor på 130 hk. (2015)
- Max. antal personer: 100